# Peter Paul Koprowski
Peter Paul Koprowski, właściwie Piotr Paweł Koprowski (ur. 24 sierpnia 1947 w Łodzi) – kanadyjski kompozytor, dyrygent, pedagog i pianista polskiego pochodzenia.

## Życiorys
Koprowski urodził się w 1947 roku, w Łodzi. Jego ojciec, Grzegorz Koprowski, wyemigrował do Łodzi z okolic Petersburga, podczas rewolucji bolszewickiej.
Od 1966 studiował pod okiem Bolesława Woytowicza w Państwowej Wyższej Szkole Muzycznej w Krakowie. W 1969 uzyskał tytuł magistra.
Od 1969 do 1971 studiował w Paryżu u Nadii Boulanger.

### Emigracja do Kanady
W 1971 wyemigrował do Kanady. Pomiędzy 1971 a 1977 studiował na Uniwersytecie w Toronto, gdzie pod okiem Johna Weinzweiga, uzyskał doktorat w zakresie teorii muzyki i kompozycji.
Jeszcze w czasie studiów, w latach 1971–1973 Koprowski był wykładowcą teorii i kompozycji na Uniwersytecie w Toronto.
W roku akademickim 1973-74 wykładał na Uniwersytecie McGilla w Montrealu. W połowie lat 70. objął katedrę kompozycji i teorii muzyki na Uniwersytecie Zachodniego Ontario.

## Nagrody i wyróżnienia
Koprowski jest laureatem:
- Jean A. Chalmers National Music Award; za Koncert na altówkę i orkiestrę, Symphony of Nordic Tales, Saga oraz Ancestral Voices
- Jules Léger Prize; za Sonnet for Laura (1989) oraz Kwintet dęty (1994)
- Victor M. Lynch-Stanton Award (1989-1990)

W 2002 roku był nominowany do Nagrody Juno za Redemption, koncert na altówkę i orkiestrę.
W 2005 roku otrzymał Krzyż Kawalerski Orderu Odrodzenia Polski, a w 2009 nagrodę National Arts Center Award.

## Twórczość
Kompozycje Koprowskiego znajdują się w repertuarach m.in. takich orkiestr jak Montreal Symphony Orchestra, Toronto Symphony Orchestra i Oslo Philharmonic Orchestra,, a także w repertuarze Kwintetów Dętych Filharmonii Berlińskiej.
| Rok  | Tytuł                                                 | Uwagi                                                                                  |
| ---- | ----------------------------------------------------- | -------------------------------------------------------------------------------------- |
| 1963 | In Memoriam Karol Szymanowski                         | na orkiestrę symfoniczną                                                               |
| 1967 | Kwartet smyczkowy                                     |                                                                                        |
| 1968 | Symphony Cold War                                     |                                                                                        |
| 1970 | Dwie bagatele                                         | na alt, flet, saksofon altowy, instrumenty perkusyjne oraz chór niskich głosów męskich |
| 1972 | Canzona                                               | na 13 solistów                                                                         |
| 1980 | Epitaph                                               | na orkiestrę smyczkową                                                                 |
| 1981 | Sweet Baroque                                         | na orkiestrę symfoniczną                                                               |
| 1981 | Kwartet fortepianowy                                  |                                                                                        |
| 1982 | Koncert na flet i orkiestrę                           |                                                                                        |
| 1983 | Koncert na fortepian i orkiestrę Souvenirs de Pologne | napisany po pierwszej wizycie w Polsce, od czasu wyjazdu                               |
| 1983 | Moment Musical                                        | na orkiestrę symfoniczną                                                               |
| 1988 | Sonnet for Laura                                      | na flet i fortepian, nagrodzony Jules Léger Prize                                      |
| 1989 | Sinfonia da Camera                                    |                                                                                        |
| 1989 | Dulcitius                                             |                                                                                        |
| 1990 | Winterlude                                            | na orkiestrę symfoniczną                                                               |
| 1991 | Songs of Forever                                      | koncert na mezzosopran i orkiestrę                                                     |
| 1992 | Sinfonia Concertante                                  |                                                                                        |
| 1992 | Kwintet dęty                                          | nagrodzony Jules Léger Prize                                                           |
| 1993 | Koncert na akordeon i orkiestrę                       |                                                                                        |
| 1993 | Sinfonia Mistica                                      |                                                                                        |
| 1993 | Dream People                                          | na narratora, flet, klarnet, skrzypce, wiolonczelę, fortepian i perkusję               |
| 1994 | Koncert na fagot i orkiestrę                          |                                                                                        |
| 1994 | Intermezzo                                            |                                                                                        |
| 1994 | Letters                                               | na mezzosopran, klarnet, skrzypce i fortepian                                          |
| 1995 | Koncert na altówkę i orkiestrę Redemption             | nagrodzona Jean A. Chalmers National Music Award, nominowany do Nagrody Juno           |
| 1995 | Symphony of Nordic Tales                              | nagrodzona Jean A. Chalmers National Music Award                                       |
| 1996 | Koncert na trąbkę i orkiestrę                         |                                                                                        |
| 1996 | Saga                                                  | na orkiestrę symfoniczną, nagrodzona Jean A. Chalmers National Music Award             |
| 1996 | Ancestral Voices                                      | na orkiestrę smyczkową, nagrodzony Jean A. Chalmers National Music Award               |
| 1998 | Koncert na wiolonczelę i orkiestrę                    |                                                                                        |
| 2000 | Fable Mystique de Rachel                              | na orkiestrę smyczkową                                                                 |
| 2000 | Legende d’un petit elephant d’ambre                   | na trąbkę solo                                                                         |
| 2000 | Genesis                                               | kantata na chór i orkiestrę                                                            |
| 2001 | Millennium Cantata Restitution                        |                                                                                        |
| 2005 | Za żelazną kurtyną                                    |                                                                                        |
| 2006 | Elegia for a Polish Youth                             |                                                                                        |
| 2006 | Tapestries of Love                                    | na sopran i orkiestrę                                                                  |
| 2012 | Podhale                                               |                                                                                        |
| 2016 | Koncert na kontrabas solo                             |                                                                                        |